# Pseudoesfera

Pseudoesfera.

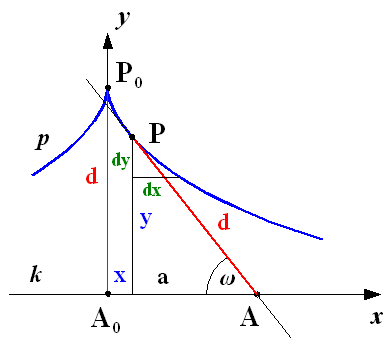
Tractriz (curva en azul).

El dominio coloreado en el plano hiperbólico (modelo del disco de Poincaré) es isométrico a media pseudoesfera menos su generatriz. El horodisco que lo contiene se puede ver como un recubridor de infinitas hojas de media pseudoesfera. Las líneas negras (que son geodésicas del plano hiperbólico) separan las diferentes hojas de dicho recubridor.

Una pseudoesfera es la superficie de revolución que se
obtiene girando una tractriz alrededor de su asíntota. Es una
superficie con curvatura de Gauss constante negativa, lo que
implica que cada uno de sus puntos es un punto de silla.
El radio de la circunferencia que resulta de la revolución del vértice de la
tractriz (el punto {\displaystyle P_{0}} en la ilustración) se llama
radio de la pseudoesfera. Normalmente se considera que la pseudoesfera
consta de las dos partes simétricas a un lado y otro de dicha circunferencia,
de forma que es una superficie regular salvo en los puntos de la misma.
La motivación del nombre de "pseudoesfera" proviene de ciertas
analogías existentes con la esfera de dimensión 2: ésta tiene
curvatura constante positiva, mientras que la pseudoesfera tiene
curvatura constante negativa. Aunque la pseudoesfera no es una
superficie acotada, su área es finita, así como el volumen
de la región que encierra. Su área {\displaystyle A}, en función 
del radio {\displaystyle R}, es el mismo que el de la esfera del mismo radio y su 
volumen {\displaystyle V} es la mitad del de la esfera (y pueden calcularse a partir de las
fórmulas usuales para superficies de revolución):
{\displaystyle A=4\pi R^{2},\quad V={\frac {2}{3}}\pi R^{3}}
Dado que la pseudoesfera tiene curvatura constante negativa, es
localmente isométrica al plano hiperbólico, y de hecho media pseudoesfera
menos una de sus generatrices es isométrica a un abierto 
del plano hiperbólico. Por este motivo, la pseudoesfera es un modelo
útil para visualizar parte de dicho plano como superficie en el
espacio euclídeo usual. 
Este abierto del plano hiperbólico está bordeado por tres curvas: un trozo de horocírculo y dos geodésicas con extremo común en infinito, como muestra el dibujo. Además, el horodisco que contiene a dicho abierto se puede ver como un recubridor de infinitas hojas de media pseudoesfera. 

## Parametrización de la pseudoesfera
Teniendo en cuenta que es una superficie de revolución, la pseudoesfera de radio 1 se puede parametrizar por:

(1){\displaystyle {\begin{cases}x=\operatorname {sech} u\,\cos v\\y=\operatorname {sech} u\,\operatorname {sen} v\\z=u-\operatorname {tanh} u\\\end{cases}}}

para {\displaystyle u\in \mathbb {R} ,\ v\in [0,2\pi )}.